# موريس دي ساكس
كان موريس دي ساكس ((بالألمانية: Moritz Graf von Sachsen)‏؛ (بالفرنسية: (Maurice de Saxe))‏ ‏(28 أكتوبر 1696 - 20 نوفمبر 1750)) جنديًا بارزًا وضابطًا وقائدًا عسكريًا شهيرًا في القرن الثامن عشر، وهو نجل أغسطس الثاني القوي، ملك بولندا وناخب ساكسونيا، خدم في البداية في جيش الإمبراطورية الرومانية المقدسة، ثم الجيش الإمبراطوري قبل أن يدخل الخدمة الفرنسية في النهاية، حتى أصبح مشيرًا عامًا لفرنسا. اشتهر بدوره في 
حرب الخلافة النمساوية، وانتصاره الحاسم في معركة فونتنوي على وجه الخصوص. 

## روابط خارجية
- موريس دي ساكس على موقع الموسوعة البريطانية (الإنجليزية)
- موريس دي ساكس على موقع إن إن دي بي (الإنجليزية)